# Clovia uluguruensis
Clovia uluguruensis is een halfvleugelig insect uit de familie Aphrophoridae. De wetenschappelijke naam van deze soort is voor het eerst geldig gepubliceerd in 1978 door Synave.